# Еммануель Гарсія
Еммануель Гарсія Вака (ісп. Emmanuel García Vaca; 28 грудня 1989, Самора-де-Ідальго, Мексика) — мексиканський футболіст, півзахисник клубу «Пачука».

## Клубна кар'єра
Гарсія почав професійну кар'єру в клубі «Ла П'єдад». 18 липня 2010 року в матчі проти «Кафеталерос де Тапачула» він дебютував у Лізі Ассенсо. 13 березня 2011 року в поєдинку проти «Ірапурато» Еммануель забив свій перший гол за «Ла П'єдад». У 2013 році Гарсія допоміг клубу вийти в еліту, після чого покинув команду.
Влітку того ж року Еммануель підписав контракт з «Веракрусом». 21 липня в матчі проти «Чьяпаса» він дебютував в мексиканській Прімері. 4 травня 2015 року в поєдинку проти «Леонес Негрос» Гарсія забив свій перший гол за «Веракрус».
На початку 2016 року Еммануель перейшов в «Пачуку». 9 січня в матчі проти «Тіхуани» він дебютував за нову команду. 8 травня в поєдинку проти «Чьяпаса» Гарсія забив свій перший гол за «Пачуку». У своєму дебютному сезоні Еммануель допоміг клубу виграти чемпіонат, а через рік перемогти в Лізі чемпіонів КОНКАКАФ.

## Досягнення
Командні
 «Пачука»
- Чемпіон Мексики: Клаусура 2016
- Переможець Ліги чемпіонів КОНКАКАФ: 2016/17